# El Fortín, Chiapas
El Fortín är en ort i Mexiko.   Den ligger i kommunen Huitiupán och delstaten Chiapas, i den sydöstra delen av landet, 700 km öster om huvudstaden Mexico City. El Fortín ligger 626 meter över havet och antalet invånare är 175.
Terrängen runt El Fortín är varierad. Runt El Fortín är det ganska tätbefolkat, med 90 invånare per kvadratkilometer. Närmaste större samhälle är Simojovel de Allende, 17,4 km sydost om El Fortín. I omgivningarna runt El Fortín växer i huvudsak städsegrön lövskog.